# Condado de Priegue
El condado de Priegue es un título nobiliario español otorgado por el Rey  Felipe IV el 24 de agosto de 1643.  
Su primer titular fue Baltasar de Sequeiros y Sotomayor, Mariscal de Campo y Gentilhombre de Boca del Rey, Caballero de la Orden de Santiago. 

## Condes de Priegue

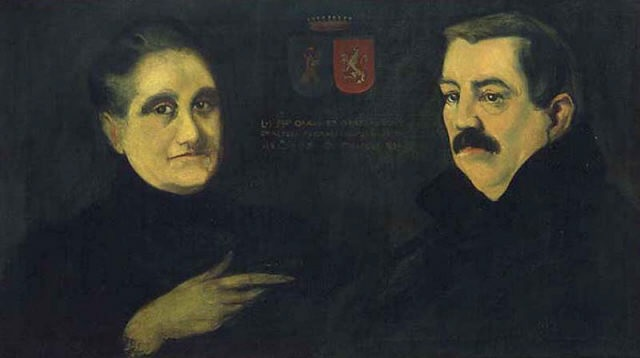
Retrato de Santiago Ozores y Losada y Jesusa Pedrosa Álvarez de Maldonado, los IX Condes de Priegue.

|                                  | Titular                               | Periodo                          |
| Creación por Felipe IV de España | Creación por Felipe IV de España      | Creación por Felipe IV de España |
| -------------------------------- | ------------------------------------- | -------------------------------- |
| I                                | Baltasar de Sequeiros y Sotomayor     | 1643-1?                          |
| II                               | Isabel Sequeiros Sotomayor            | 1?-1?                            |
| III                              | Mariana Ozores y Sequeiros            | 1?-1?                            |
| IV                               | Mauro Ozores y Sequeiros Albite       | 1?-1721                          |
| V                                | José Ozores Sequeiros Sotomayor       | 1721-1754                        |
| VI                               | Juan Antonio Ozores y Verea de Aguiar | 1754-1?                          |
| VII                              | Juan Ozores y Espada                  | 1?-1847                          |
| VIII                             | Antonio Ozores y Varela               | 1847-1882                        |
| IX                               | Santiago Ozores y Losada              | 1882-1895                        |
| X                                | Santiago Ozores y Pedrosa             | 1895-1898                        |
| XI                               | Francisco Javier Ozores y Miranda     | 1898-1971                        |
| XII                              | Francisco Javier Ozores Marchesi      | 1971-actual titular              |

## Historia de los condes de Priegue

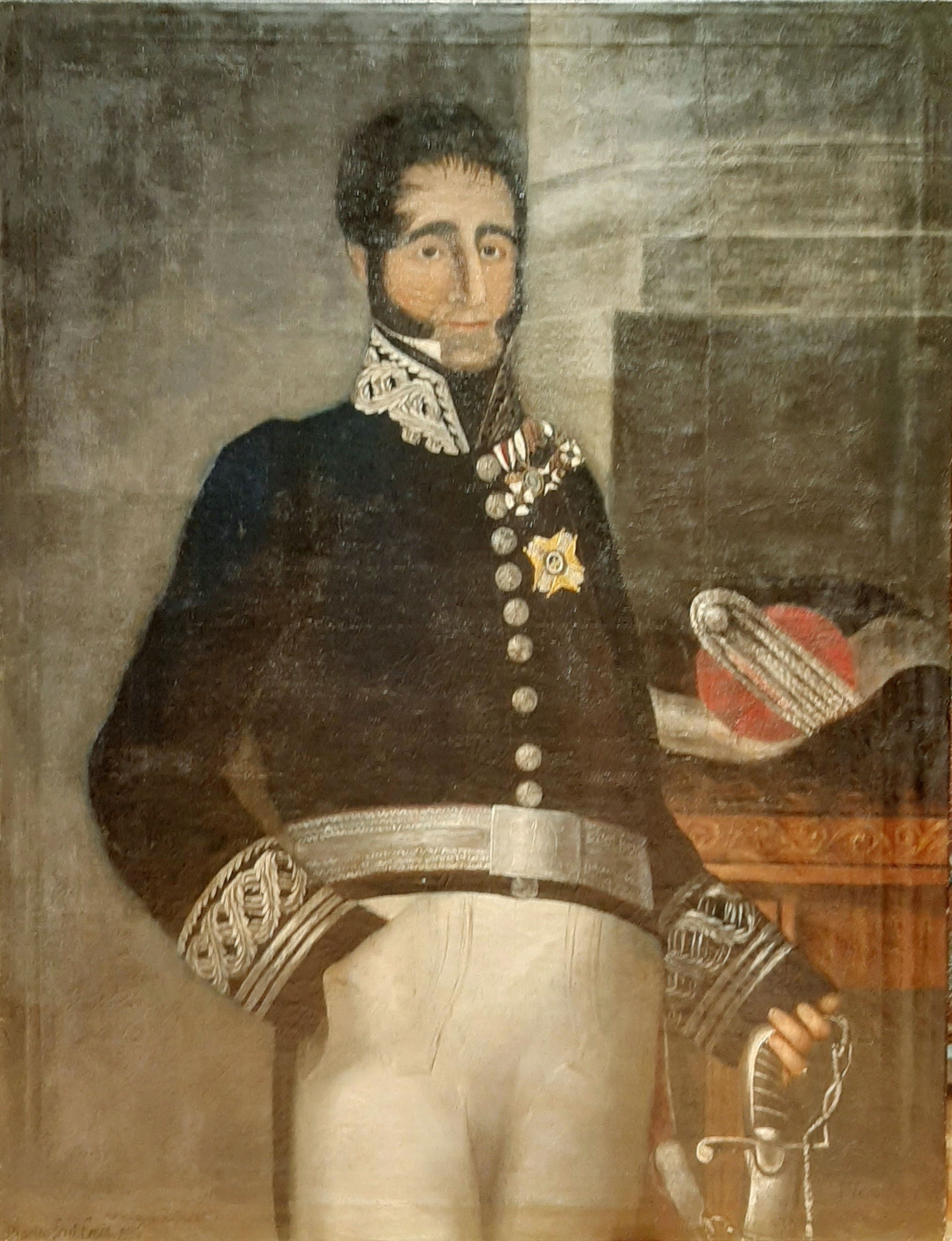
VII Conde de Priegue, por Plácido Fernández Arosa.

1. Baltasar de Sequeiros e Sotomayor, hijo de D. Rodrigo de Sequeiros Silva, Gobernardor de Bayona y de Magdalena de Acevedo Faria. Casado con Petronila Pardo de Castro Osorio, hija menor de Pedro Bolaño Ribadeneira, Señor de Torés. Le sucedió su hija:
2. Isabel Sequeiros Sotomayor, casada con el Capitán Diego de Ozores, Gentilhombre de Boca del Rey. Le sucedió su hija:
3. Mariana Ozores y Sequeiros, casada con Antonio Albite. Le sucedió su hijo: 
4. Mauro Ozores y Sequeiros Albite, Regidor perpetuo de Santiago de Compostela. Casado con Catalina Romero de Caamaño. Le sucedió su hijo:
5. José Ozores Sequeiros Sotomayor, casado con Josefa Verea de Aguiar y Montenegro hija de Antonio Benito Verea de Aguiar y Figueroa y de María Francisca Montenegro y Lemos. Le sucedió su hijo:
6. Juan Antonio Ozores y Verea de Aguiar, casado con Petronila de Espada. Le sucedió su hijo:
7. Juan Nepomuceno Ozores y Espada, Prócer del Reino. Se casó con Pastoriza Varela y Santiso.  Le sucedió su hijo:  
8. Antonio Ozores y Varela. Casado con Pilar de Losada y Miranda, hija de los XII  condes de Maceda, Grandes de España.  Le sucedió su hijo: 
9. Santiago Ozores y Losada, casado con Jesusa Pedrosa Álvarez de Maldonado. Le sucedió su hijo:
10. Santiago Ozores y Pedrosa, casado con Elena Miranda y Santos, que tendrían como hijos, sucediéndole el 2º hijo y primer varón, a :
- Elena, casada con Pedro de Torres Sanjurjo, XI conde de Torre Penela
- Francisco Javier, que le sucede
- Pilar, casada con Eusebio Aguado Santiyán

11. Francisco Javier Ozores y Miranda, casado con María Marchesi de Oya, que tendrán como único hijo y sucesor a:
12. Francisco Javier Ozores Marchesi, casado con María del Carmen Calderón Espinosa de los Monteros. 